# Grand Prix automobile de Donington

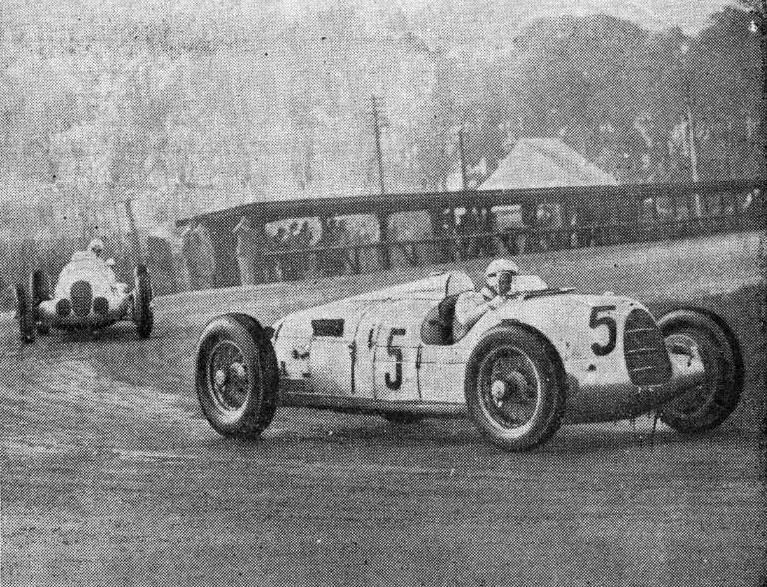
Bernd Rosemeyer vainqueur du GP de Donington 1937 (devant Manfred von Brauchitsch).

Le Grand Prix automobile de Donington est une course automobile créée en 1933 et disparue en 1938. Elle se déroulait sur le circuit de Donington Park. Avant d'être le Grand Prix de Donington, la course se dénommait Donington Park Trophy entre 1933 et 1934.

## Palmarès
| Donington Park Trophy   | Donington Park Trophy      | Donington Park Trophy | Donington Park Trophy | Donington Park Trophy |
| Année                   | Vainqueur                  | Voiture               | Circuit               | Résultats             |
| ----------------------- | -------------------------- | --------------------- | --------------------- | --------------------- |
| 1933                    | Francis Curzon             | Bugatti Type 51       | Donington Park        | Résultats             |
| 1934                    | Whitney Straight           | Maserati Tipo 26 M    | Donington Park        | Résultats             |
| Grand Prix de Donington |                            |                       |                       |                       |
| Année                   | Vainqueur                  | Voiture               | Circuit               | Résultats             |
| 1935                    | Richard Shuttleworth       | Alfa Romeo P3         | Donington Park        | Résultats             |
| 1936                    | Hans Rüesch Richard Seaman | Alfa Romeo 8C-35      | Donington Park        | Résultats             |
| 1937                    | Bernd Rosemeyer            | Auto Union Type C     | Donington Park        | Résultats             |
| 1938                    | Tazio Nuvolari             | Auto Union Type D     | Donington Park        | Résultats             |